# Zabić bobra
Zabić bobra – polski dramat filmowy, w reżyserii Jana Jakuba Kolskiego. Film miał premierę 3 lipca 2012 na Międzynarodowym Festiwalu Filmowym w Karlowych Warach.

## Opis fabuły
Historia przedstawiona w filmie rozgrywa się we współczesnym świecie i pokazuje dramat żołnierza sił specjalnych (Eryk Lubos) zmagającego się z trudnymi wspomnieniami. Bobry, które wprowadziły się do rodzinnej miejscowości Eryka, żołnierza sił specjalnych, zmieniają otoczenie, budują żeremia. Dla Eryka, zmagającego się z traumami i wspomnieniami z wojny w Iraku i Afganistanie, gryzonie stają się symbolem agresywnych czynników zaburzających rzeczywistość. Próbując przywrócić stan sprzed lat, podejmuje z nimi walkę. Walka symbolizuje jednak zmaganie się z własnymi słabościami.

### Twórcy filmu
- Reżyseria: Jan Jakub Kolski
- Scenariusz: Jan Jakub Kolski
- Zdjęcia: Michał Pakulski
- Muzyka: Dariusz Górniok
- Kostiumy: Małgorzata Zacharska, Danuta Kamińska
- Scenografia: Paulina Korwin-Kochanowska, Urszula Korwin-Kochanowska
- Dźwięk: Jacek Hamela
- Kierownictwo produkcji: Marek Bączyk
- Producent: Wiesław Łysakowski

### Obsada
- Eryk Lubos – jako Eryk
- Agnieszka Pawełkiewicz – jako Bezia
- Aleksandra Michael(inne języki) – jako Hadiszka
- Marek Kasprzyk – jako ojciec Bezi
- Mariusz Bonaszewski – jako oficer

## Nagrody
W 2012 roku film otrzymał na Międzynarodowym Festiwalu Sztuki Autorów Zdjęć Filmowych Plus Camerimage nagrodę dla najlepszego filmu polskiego, a na Międzynarodowym Festiwalu Filmowy w Karlowych Warach Eryk Lubos otrzymał nagrodę dla najlepszego aktora. W 2014 roku Lubuskie Lato Filmowe (LFF) przyznało nagrodę specjalną Klubu Kultury Filmowej Jan Jakub Kolski.